# Scheewege (Moerkerke)
Scheewege is een gehucht in Moerkerke, een deelgemeente van de stad Damme in de Belgische provincie West-Vlaanderen. Het gehucht ligt zo'n 2,5 km ten zuidoosten van het dorpscentrum van Moerkerke, nabij de grens met de Oost-Vlaamse gemeente Maldegem. Een kronkelende straat door het gehucht draagt dezelfde naam.

## Geschiedenis
De straatnaam werd reeds vermeld in de 14de eeuw.
Op de Ferrariskaart uit de jaren 1770 is het gehucht Scheewegh weergeven. De kaart toont ook een windmolen, de Scheewegemolen die reeds in de 13de eeuw werd vermeld. De Atlas der Buurtwegen uit 1841 en de Vandermaelenkaart uit het midden van de 19de eeuw tonen het gehucht Scheewege.
De Scheewegemolen werd in 1929 gesloopt.

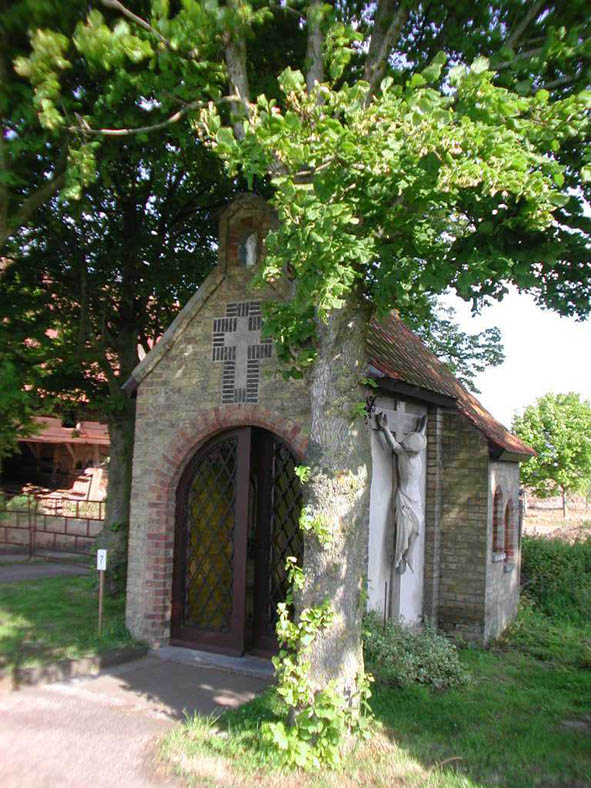
Kapelletje uit 1933
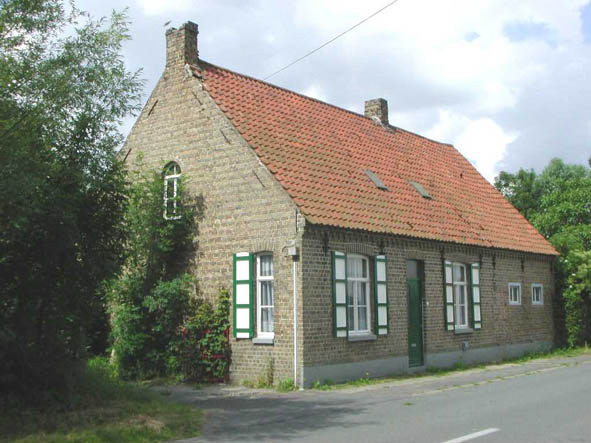
Boerenwoning uit 1905
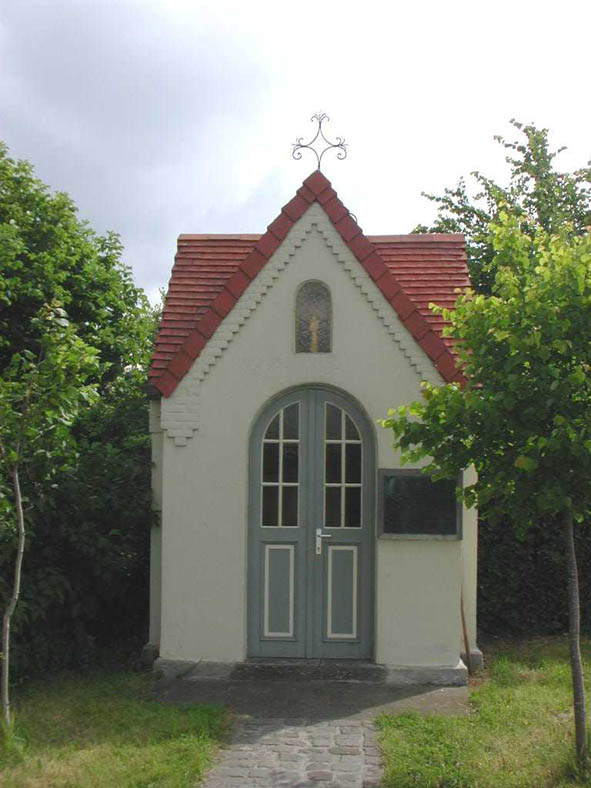
Kapel, eind 19de eeuw